# Novela gráfica de Halo
La Novela gráfica de Halo (The Halo Graphic Novel) es la primera novela gráfica publicada conjuntamente por Marvel Comics y Bungie Studios, a mediados de 2006. A grandes rasgos, la serie principal comenzó con el videojuego Halo: Combat Evolved, cuyo éxito dio lugar a la aparición de nuevas secuelas de juegos virtuales así como de libros. La trama se centra en un futuro donde la humanidad se encuentra luchando contra una poderosa raza colectiva de alienígenas denominada Covenant. Considerada como la primera adaptación de la serie en la forma artística conocida como arte secuencial —que se define como el arte de utilizar una serie de imágenes desplegada a manera de secuencia para transmitir cierta información—, la Novela gráfica de Halo muestra varios aspectos del universo ficticio de Halo que hasta entonces no se habían explorado a profundidad en ningún otro medio.
La mayor parte del libro se divide en cuatro historias cortas redactadas por diferentes escritores y artistas de las industrias del cómic y los videojuegos. Cada relato se enfoca en aspectos distintos del universo de Halo, revelando historias que antes eran secundarias para la trama principal del juego. El libro también contiene una extensa galería de arte compilada a partir de las contribuciones de Bungie, Marvel y otras fuentes independientes.
Tras su publicación el 19 de julio de 2006, la Novela gráfica de Halo tuvo una buena recepción por parte de la crítica especializada, que percibió una gran cohesión en el trabajo final, pese a la diversidad del material individual. El éxito de la novela llevó a Marvel a distribuir una nueva serie limitada en formato de cómic, Halo: Uprising, cuyo primer ejemplar apareció en abril de 2009.

## Fondo y publicación

Marvel Comics fue la responsable de la publicación de la Novela gráfica de Halo.

El concepto original de Bungie Studios para la novela gráfica era extender la franquicia de Halo a nuevos medios aparte de los videojuegos, concentrándose primordialmente en el arte secuencial. No obstante, los primeros intentos de encontrar un socio y un acuerdo efectivo para la licencia fallaron; Lorraine McLees —un artista del equipo responsable de Halo— sugirió que Bungie Studios debía financiar y editar la novela antes de buscar una editorial. Esto le permitiría al estudio mantener el control sobre el contenido y continuar con el proyecto sin comprometerse de ninguna manera ante cualquier intervención externa. Lo anterior le daba además un mayor abanico de oportunidades a la empresa para así elegir a los artistas que consideraran como los más aptos para contribuir con la novela; el productor ejecutivo de la Novela gráfica de Halo Brian Jarrard, concluyó que la única forma de «prevenir los conflictos de interés, políticas y alianzas» sería creando la novela mediante procesos independientes, de tal forma que se evitaría al mismo tiempo cualquier conflicto potencial si recurrían antes a una editorial o un socio. La diseñadora en jefe, Maria Cabardo, creó una lista, a la que llamó el «equipo de ensueño», de los escritores y artistas a los que Bungie admiraba por sus trabajos y, después de un período de negociación, el estudio consiguió ganar las contribuciones de varios de los que aparecían en ese listado. Impulsados por su éxito en haber conseguido el acercamiento de aquellos a los que admiraban y respetaban en el medio, incluyendo al dibujante británico Simon Bisley y al historietista francés Jean Giraud, el progreso de la novela se describió en algún momento como «un atractivo estímulo moral para nuestro equipo, de poder ver su universo y sus personajes siendo adaptados por gente a la que idolatramos en la industria del cómic».

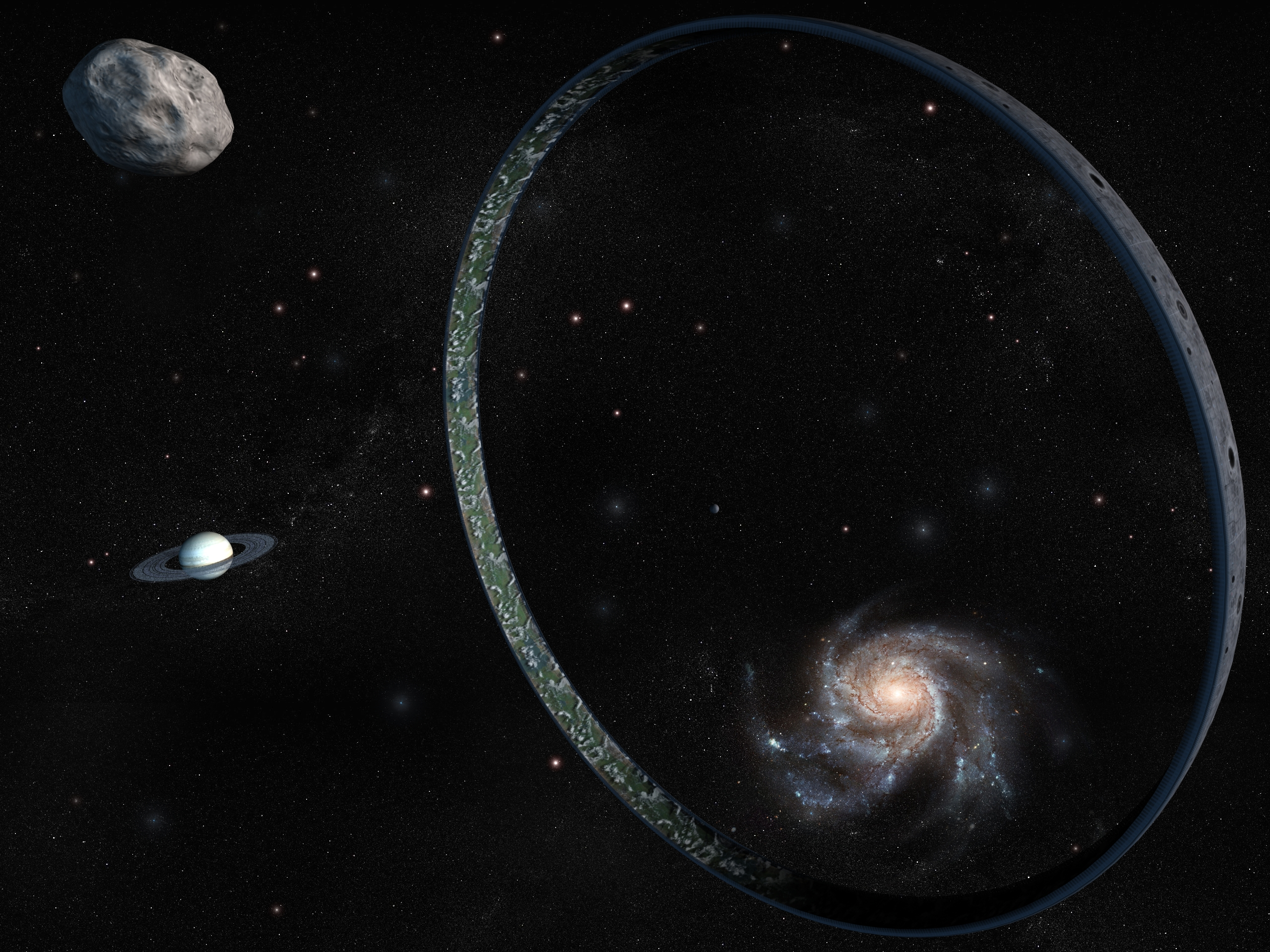
En la trilogía de juegos de Halo, los jugadores visitan estructuras de anillo bautizadas como «Halo» por la raza alienígena Covenant. Bungie Studios mencionó que la colonia espacial de las obras The Culture, del escocés Iain Banks, sirvieron de inspiración para los escenarios de Halo. En la imagen, un «Orbital» de The Culture, básicamente un anillo espacial en donde habitan personas y que se halla rotando continuamente para simular la gravedad.

Después de dos años de desarrollo, la novela finalmente estuvo completa, por lo que Bungie contactó con una editorial para su publicación, logrando un acuerdo con Marvel Comics. Bungie hizo referencia a «la pasión por Halo y [...] la trayectoria en las industrias del cómic y publicación» de Marvel como los principales factores que propiciaron su elección. El estudio trabajó junto al director de desarrollo de Marvel, Ruwan Jayatilleke, uno de los iniciales defensores del proyecto, para asistir a los procesos de distribución y publicación de la novela gráfica.
Las historias fueron diseñadas como vislumbres del universo principal de la serie, incluyendo información de la organización interna de la raza Covenant, al igual que detalles respecto a los elementos del trasfondo que hasta ese momento no se habían divulgado. Jarrard explicó lo siguiente: «las historias que suceden detrás de las cámaras, esos sucesos paralelos a los hilos argumentales que nuestros seguidores conocen por medio de los elementos existentes, son historias que queríamos realmente contar desde un inicio». Tiempo después, Jarrard lo describió como un intento para apartarse de la historia relacionada con el Jefe Maestro, el protagonista de la franquicia, y así enfocarse en lo que creían que eran los temas centrales que no habían sido explorados por completo en el universo de los juegos, tales como la preservación de la esperanza frente a enormes obstáculos y la lucha de la humanidad por su supervivencia, temas que pudieran extenderse más allá «de un supersoldado genéticamente mejorado que carga dos armas y asesina algunos aliens». Los cuatro relatos de la publicación final eran «los más interesantes para ellos [Bungie] y para los escritores [de la novela]». Aunque Bungie creó el argumento presente en la Novela gráfica de Halo, el estudio se enfocó en la importancia de proporcionar una estructura para cada historia sobre la que varios artistas y escritores pudieran trabajar sin perder su propio estilo en el proceso. El historietista Simon Bisley mencionó al respecto: «Nuestro estrés consistía en hacer que los personajes fueran lo más parecidos posible a como son en los juegos [...] A excepción de eso, en lo demás [tuvimos] rienda suelta para interpretar el guion y la acción [a nuestra manera]».

### Suplementos
Además de las historias principales, existe una selección de piezas artísticas que representan las interpretaciones de algunos historietistas del universo de Halo. Entre ellos se encuentran Doug Alexander, Rick Berry, Geof Darrow, Martin O'Donnell, junto a más de 25 colaboradores, tanto independientes como afiliados a Bungie Studios.
Unas pocas piezas promocionales se crearon antes del lanzamiento de la novela, incluyendo un avance de dieciséis páginas, distribuido el 31 de mayo de 2006, que contenía introducciones de Bungie para cada una de las historias, así como breves extractos de los relatos. Aproximadamente un mes después, el 28 de junio, se lanzó un póster a color de la portada del libro.

## Historias
La Novela gráfica de Halo se divide en cuatro relatos cortos; cada uno de ellos cuenta con una introducción hecha por los creadores de la obra, en donde detallan sus pensamientos sobre la historia o sus experiencias al incorporarse al proyecto.

### The Last Voyage of the Infinite Succor
Este relato tiene lugar durante y después de la sexta misión del videojuego Halo: Combat Evolved. A lo largo del juego, los jugadores descubren que el «mundo anillo» en el que se encuentran atrapados, conocido por la raza alienígena enemiga (Covenant) como «Halo», es de hecho una prisión para un grupo de parásitos, cuyos miembros salen del proceso de éxtasis en que se encontraban para empezar a expandirse por todo el anillo. Halo fue construido por una raza antigua de extraterrestres conocida como Forerunner, para contener y estudiar al Parásito, y para servir como arma de último recurso; ante la perspectiva del grupo de parásitos consumiendo a cada ser pensante en el universo, la raza Forerunner activó Halo, lo cual ocasionó su destrucción y dejó sin alimento a los parásitos.
En contraste con el punto de vista del usuario en el juego, The Last Voyage se centra en los Covenant. En la continuación de Halo: Combat Evolved, Halo 2, los jugadores experimentan parte de la trama a través de los ojos del Inquisidor, un guerrero Covenant. Este personaje es ayudado por un joven Sangheili que nunca es nombrado en el juego; los seguidores lo llamaron «Half-Jaw» (en español, «Media Quijada») debido a que el personaje perdió la mandíbula de un lado de su rostro. Asimismo, la historia menciona al Elite Rtas 'Vadum, explicando su herida y describiendo sucesos que ocurrieron en Halo y que el jugador no pudo observar en su momento.
En The Last Voyage, el comandante de las fuerzas especiales Elite Rtas 'Vadumee, junto a su equipo, responde a una llamada de auxilio y aborda la nave de suministro dañada Infinite Succor, la cual los Covenant consideran que ha sido atacada por los humanos. El único miembro de la tripulación con vida, un profeta Covenant, le dice a 'Vadumee que la nave Succor está infectada por los parásitos, que escaparon de Halo en una nave Covenant y aterrizaron de emergencia en el hangar de Succor. En efecto, adherido a la nave, el parásito Flood intenta activar la unidad para viajar en el espacio (término en inglés conocido como slipstream y asociado a todo viaje espacial cuya velocidad es más rápida que la de la luz) y escapar del sistema estelar con tal de poder hallar nuevos planetas que infectar. Tras combatir contra algunos grupos de Flood, incluyendo los restos reanimados de sus soldados caídos, 'Vadumee prepara una unidad slipstream que, a últimas instancias, habría de destruir tanto a la nave como al parásito. Una vez hecho esto, escapa por medio de un vehículo Covenant.
La premisa central detrás del relato de The Last Voyage of the Infinite Succor era mostrar tanto el verdadero peligro planteado por la raza Flood como la organización de la maquinaria militar de los Covenant, en un esfuerzo por disipar la imagen de los Covenant consistente en «[estar] simplemente esperando al Jefe para hacerlos estallar». Simon Bisley se encargó de ilustrar la novela, siendo escrita por Lee Hammock, quien describió el proceso de redacción de la obra como una «tarea dura», puesto que tenía que respetar el conocimiento que los fanes tienen de los personajes y la cronología de Halo, asegurando: «Los personajes que [los seguidores] conocen como parte de ellos mismos son retratados de forma acertada [en la novela]». Estas dificultades fueron mitigadas por el conocimiento de que los fanes no estaban íntimamente conectados con la historia del personaje de Rtas, en comparación a como lo están con el Jefe Maestro; esto permitió un amplio margen para expandir la historia de 'Vadumee en sincronía con el canon de la serie principal, permitiéndole además al escritor «aportar algo nuevo al relato».

### Armor Testing

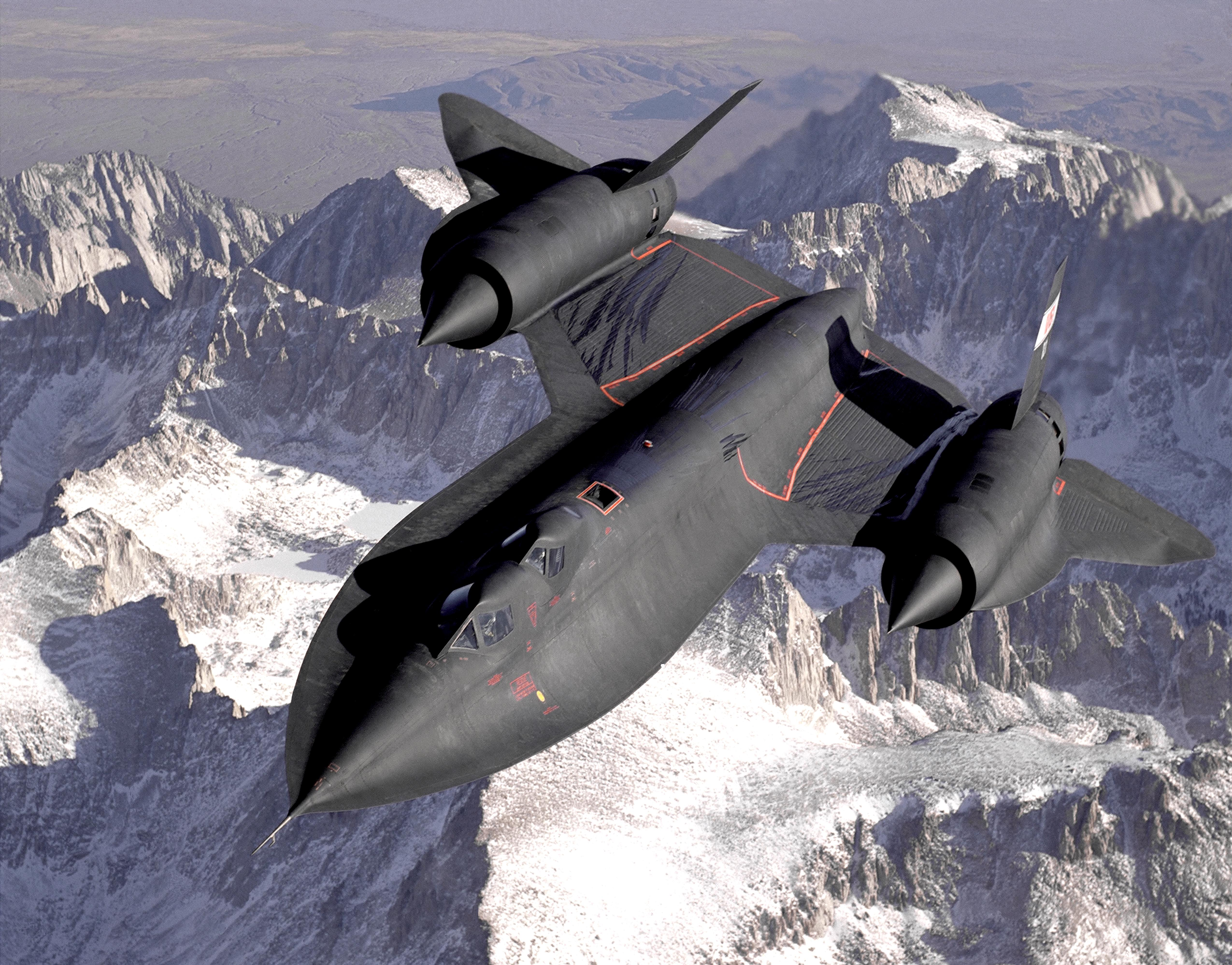
El modelo Blackbird de Lockheed, empresa de cuyos proyectos militares se inspiró Jay Faerber para crear Prueba de armadura.

En el universo de Halo, la Tierra y varias colonias humanas son gobernadas por United Nations Space Command, la principal facción de la humanidad futura a partir de los años 2160. Frente a la superioridad tecnológica de los Covenant, la principal esperanza de la humanidad reside en la tenacidad de los Spartan, supersoldados de elite equipados con armaduras especiales. El protagonista central de la serie, el Jefe Maestro, es uno de los pocos Spartan en servicio activo durante los sucesos de Halo: Combat Evolved. Armor Testing toma lugar poco después del inicio de Halo 2, cuando la UNSC se encuentra probando una nueva versión de la armadura de los Spartan por medio de una serie de ejercicios que demuestran ser en conjunto una tarea difícil para todos los involucrados. Un Spartan solitario decide poner a prueba la armadura al abandonar la atmósfera de la Tierra y participar en un simulacro de batalla contra las fuerzas especiales de la UNSC. Este Spartan es en realidad una mujer, Maria-062, quien salió de su retiro como favor especial para probar el nuevo equipo antes de que este fuera enviado al Jefe Maestro.
El concepto de la historia fue inspirado por Skunkworks, un libro de memorias de las pruebas de los proyectos militares en Lockheed; destacar la experimentación rigurosa a la que se somete el equipo antes de que llegue a manos del Jefe Maestro era una idea que Bungie quería incorporar originalmente en las primeras secuencias de Halo 2. En cambio, el estudio optó por que esta información adicional se revelara después. Prueba de armadura fue escrita por Jay Faerber, contando con ilustraciones de W. Andrew Robinson y Ed Lee.

### Breaking Quarantine
Al igual que The Last Voyage, esta historia corta sigue de cerca el brote del Parásito que ocurre durante Halo. Mientras que el primero cuenta la historia desde la perspectiva de los Covenant, Breaking Quarantine destaca el escape del humano Sargento Avery Johnson de la Instalación de Contención de los Flood, en Alpha Halo. Johnson es un personaje secundario en el primer videojuego de la serie, adquiriendo una mayor importancia en los siguientes dos juegos; en la novela Halo: First Strike se explica que Johnson es capaz de resistir la infestación Flood debido a sus condiciones médicas, sin embargo ninguna otra historia sucesiva explicó cómo había escapado Johnson. Así, Breaking Quarantine es un ejemplo de los intentos de Bungie por expandir los hilos argumentales de personajes secundarios que no hubieran tenido oportunidad de explorarse a fondo en la historia principal. A diferencia de los otros relatos de la novela gráfica, este no contiene diálogos, solo efectos de sonido provocados por las armas, los cuales se presentan en japonés. Tanto la historia como las imágenes fueron proporcionadas por Tsutomu Nihei, un historietista japonés y arquitecto que basó sus ilustraciones directamente en las estructuras incorporadas en el juego.

### Second Sunrise over New Mombasa
Cerca del comienzo de Halo 2, los Covenant descubrieron el secreto mejor guardado de la humanidad: la ubicación de la Tierra. Con esta información en su poder, lanzaron un ataque directo sobre la ciudad de Nueva Mombasa, Kenia. Para cuando los jugadores llegan a la ciudad, esta se encuentra totalmente desierta. Second Sunrise, que toma lugar durante el ataque, explica que no siempre fue así; la historia es contada a través de los ojos de un reportero que se encuentra elaborando propaganda para la UNSC. Cuando los Covenant invaden la ciudad, el reportero y los conciudadanos van a su defensa, hasta que son obligados a huir tras caer el lugar en ruinas. 
Bungie describió este relato como un intento por poner un rostro humano en el conflicto, mediante la ilustración de los efectos de la guerra en la ciudadanía común. Brett Lewis se encargó de escribir el relato de Second Sunrise, mientras que Jean Giraud fue el responsable de las imágenes. Giraud mencionó que había sido el placer de su hijo por la serie de juegos lo que en realidad lo había motivado a aceptar la invitación para contribuir a la novela; antes de ello, nunca antes había jugado a algún juego de Halo.

## Recepción
La reacción de la crítica, tanto en la industria de los videojuegos como en la del cómic, resultó favorable. UGO Networks elogió la novela, citando la riqueza de contribuciones de artistas reconocidos y el desarrollo «enérgico» del universo de Halo como las fuerzas más grandes del trabajo. Mike Deeley, del sitio web Comics Bulletin, elogió al libro por la diversidad de narración y los estilos artísticos, dos aspectos que brindaron a la Novela gráfica de Halo un sentimiento de antología sin alterar la coherencia en su conjunto. Otros medios donde recibió una atención especial incluyen el trabajo de Tsutomu Nihei en Breaking Quarantine por sus imágenes pintorescas y su enfoque en la narración visual en vez de usar diálogos.
Algunos críticos expresaron su decepción en el enfoque de la novela sobre personajes y eventos secundarios, con una presencia del Jefe Maestro —el personaje principal de la serie de Halo y su figura más emblemática— apenas brevemente incorporada en las imágenes, junto con una participación reducida en la primera historia. Contrariamente, GameTrailers elogió a Bungie por no haberse enfocado en el personaje protagonista. Lo cierto es que cada publicación tuvo su propia opinión sobre la historia más débil de la colección; tanto IGN como GameTrailers opinaron que Armor Testing tuvo el menor impacto emocional, aunque su final sorpresivo y las imágenes estuvieran bien hechos.
En los países hispanohablantes la historieta tuvo también una buena acogida. El periódico español El Economista publicó una noticia sobre Halo, describiéndolo como un «excelente negocio para Microsoft», mencionando el éxito que tuvo la historieta. Según Comicdigital.com, el primer cuento «peca de descompensación entre viñetas sin texto y aquellas que las acumulan, con una tendencia molesta a la redundancia», la segunda se encuentra «más compensada y de un grafismo más plano (y menos rebuscado)» y «la muda tercera aventura [...] [es] una vistosa escena de acción estéril y que deja en manos de la cuarta [...] el mayor equilibrio entre texto e imagen». Hacia el final de la nota, se subrayó que la historieta serviría como una adición al merchandising.
Tras su lanzamiento, la Novela gráfica de Halo demostró ser un «extraño hit» en el género de la adaptación de juegos a cómics, debutando en el puesto número dos de las listas de ventas de Nielsen BookScan y Diamond. Al principio, se previeron al menos 100 000 copias para ser publicadas, mientras que el cómic continuó figurando como uno de los más vendidos meses después de su debut. El éxito de la novela permitió a Marvel Comics y Bungie Studios anunciar una nueva serie limitada de Halo en el Comic-Con de 2006 de San Diego, California, llamada Halo: Uprising. A pesar de los retrasos, el primer número de la serie limitada se lanzó el 22 de agosto de 2007.